# Мазуркевич, Стефан
Сте́фан Мазурке́вич (пол. Stefan Mazurkiewicz 25 сентября 1888 года, Варшава — 19 июня 1945 года, Гродзиск-Мазовецкий) — польский математик, профессор Варшавского университета, почётный член Польской академии знаний, представитель варшавской математической школы (пол. warszawska szkoła matematyczna).
Учился в Мюнхенском и Гёттингенском университетах, затем во Львовском университете, где был учеником Вацлава Серпинского. С 1915 года работал Варшавского университета (с 1919 года — профессор).
Основные его исследования посвящены топологии, математическому анализу и теории вероятностей. В топологии развивал теорию континуумов Пеано, теорию измерений неразлагаемых континуумов. Был одним из первых математиков, применивших к исследованию топологических пространств функциональные пространства. Применил теорию рядов к задачам гидродинамики, теории аналитических функций и теории вероятностей. Последние годы жизни занимался главным образом теорией вероятностей.
В 1933—1935 годах был президентом Польского математического общества. Один из основателей и главный редактор журнала «Fundamentа mаthematiсае» (1920), основатель серии журналов «Математические монографии». Среди учеников — Кароль Борсук, Бронислав Кнастер, Казимир Куратовский, Антони Зигмунд.